# Nebytový prostor
Nebytový prostor je místnost nebo soubor místností, které jsou podle rozhodnutí stavebního úřadu určeny k jiným účelům než k bydlení. Nebytové prostory přitom nejsou příslušenstvím bytu nebo společných částí domu, ale jde o samostatný předmět právních vztahů. V českém právu podle § 1158 odst. 2 občanského zákoníku totiž platí, že se s nimi nakládá podobně jako s byty.